# Кангун Лія Ісааківна
Лія Ісааківна Кангун (1895 — не раніше 1957) — Архівіст, історик громадянської війни в України

## Життєпис та науковий доробок
Народилась 1 травня 1895 в Одесі у єврейській родині пекаря та домогосподарки.
ЇЇ брат Мойсей Кангун [Архівовано 22 травня 2014 у Wayback Machine.] був керівником більшовицької Червоної гвардії в Одесі, а брат Лазар — червоногвардійцем. У 1917 році обидва загинули в один день у вуличних боях з військами УНР.
У 1913 році закінчила 8-класну жіночу гімназію Шольц. До 1920 року вчилась на природничому відділенні ОВЖК, але пішла з 4 курсу у зв'язку з хворобою. Оволоділа французькою та німецькою мовами. Брала участь у страйковому русі курсисток. У березні 1919 року деякий час пробула у в'язниці. До 1925 року перебувала на громадській роботі в Одесі.
1925—1926 роках працювала архіваріусом у Чернігівському архіві, 1927–1938 роках — в Одеському крайовому (історичному) архіві на посадах архіваріуса, вченого архівіста, зав. секцією агітації та пропаганди, технічного директора, старшого наукового співробітника. 1935 року отримала звання заслуженого архівіста та ударника, неодноразово преміювалася. 1932—1934 роках завідувала Одеським будинком вчених. Брала участь у громадському житті як член Сталінської народної Ради, член редколегії газети «Пролетарські кадри» (1934) року, публіцист.
Була делегатом від наукової громадськості Одеси на Всеукраїнському з'їзді наукових працівників (Харків), ІІ з'їзді архівних працівників (1931), VII всесоюзному з'їзді освітян у Москві (1932). Батько її чоловіка, Ісаак Гохман мешкав у Берліні, був археологом. Опублікувала близько 20 праць. У середині 1930 років працювала над збіркою «Австро-германська окупація на Одещині». Публікації джерел є найбільш вартісними. Сучасники справедливо відзначали, що вона «висвітлювала історичні документи з відповідною більшовицькою критикою». Саме тому більшість її оціночних суджень та висновків сьогодні є застарілими. Проте як архівіст виступала у ролі новатора.
Була нагороджена Орденом Леніна.

## Праці
- Про способи розбору архівних матеріалів // Архівна справа. — Кн. 1 (12). — 1930;
- По новому розбирати й описувати архівні матеріали // Архів Радянської України. — 1932. — № 6;
- Збірка документів з історії одеської Червоної Гвардії. — Харків-Одеса, 1932;
- З історії Одеської Червоної гвардії // УІЖ. — 1957. — № 3.

## Посилення
- Музичко Олександр Євгенович — Кангун Лія Ісааківна